# Ски-кросс
Ски-кросс (лыжный кросс) — вид зимнего лыжного спорта, являющегося дисциплиной фристайла. Соревнования проводятся на специально подготовленных горнолыжных трассах. В финальных заездах лыжники стартуют по 4 человека одновременно и проходят трассу с препятствиями в виде виражей и различных трамплинов, стараясь обогнать друг друга и прийти к финишу первым. С 2010 года является олимпийским видом спорта.
Ски-кросс зачастую сравнивается с горнолыжным спортом. В своё время включение ски-кросса в качестве дисциплины фристайла вызвало вопросы относительно правомочности отнесения ски-кросса к фристайлу, а не к горнолыжному спорту. Этот лыжный спорт имеет похожие технические элементы, потому нередки случаи перехода спортсменов горнолыжников в ски-кросс. На официальном сайте Международной лыжной федерации (FIS) говорится о том, что ски-кросс действительно вышел из ранних соревнований по горным лыжам, проводившихся в дисциплине «масс-старт». Поэтому не случайно, что, например, в сборной России по ски-кроссу выступала бывшая в прошлом горнолыжница Мария Комиссарова. В мужской сборной России по ски-кроссу представлен бывший спортсмен-горнолыжник Алексей Чаадаев.
Лыжи для лыжного кросса сочетают в себе достаточно выраженную карвинговую геометрию и способность разгоняться в повороте не хуже, чем спортивные модели для более традиционных дисциплин — слалома и гигантского слалома. Несколько большая эластичность делает их менее требовательными к качеству подготовки трасс и помогает лучше амортизировать неровности. В результате лыжи, хотя и требуют в большинстве случаев от лыжника хорошей техники катания, получаются более комфортными, более универсальными и более подходящими для свободного катания. В настоящее время производителями предлагается достаточно большое число моделей так или иначе ориентированных на лыжный кросс. Нижние модели по сути близки к обыкновенным лыжам для отдыха, а вот с верхними под силу справиться лишь профессионалам.
Соревнования по ски-кроссу разделяются на два этапа: квалификация и финалы. Во время квалификации участники проходят трассу на время по одному. В финальную стадию соревнований попадают 32 лучших лыжника. Затем их разбивают на четвёрки и проводятся заезды по трассе в четвёрках. В следующую стадию выходят два участника, первые пришедшие к финишу. В конце соревнований проводится два финальных заезда. В малом финале участники борются за 5-8 места, а в большом финале за 1-4 места.